# BICh-7
 (janvier 2025).
Si vous disposez d'ouvrages ou d'articles de référence ou si vous connaissez des sites web de qualité traitant du thème abordé ici, merci de compléter l'article en donnant les références utiles à sa vérifiabilité et en les liant à la section « Notes et références ».
 (février 2020).
Le contenu est difficilement compréhensible vu les erreurs de traduction, qui sont peut-être dues à l'utilisation d'un logiciel de traduction automatique.

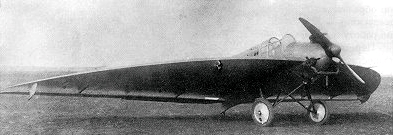
BICh-7A

Le BICh-7 est un avion expérimental construit dans le cadre du système d'aile volante sans queue, conçu par le concepteur d'avions soviétique ukrainien Boris Tcheranouvsky.

## Histoire
Après l'essai réussi du BICh-3, Ceranovsky entreprit dans les années 1927-28 le projet de bombardier bimoteur BICh-5 avec des moteurs BMW VI. Différentes variantes de modèles d'avions construits selon le système d'aile volante furent testés en soufflerie. En 1929, en utilisant les résultats des travaux, il construit l'avion BICh-7, qui constitue un développement ultérieur du BICh-3.
Le nouvel appareil, par rapport au BICh-3, était un biplace avec des cabines ouvertes séparées, un moteur à piston Bristol Lucifer de 100 ch et une surface d'aile une fois et demie plus grande. Deux petits gouvernails étaient placés aux extrémités des ailes, sans ballasts. Le châssis était équipé d'une roue, avec des béquilles dans la queue et aux extrémités des ailes. En raison de la construction du châssis défectueuse et, par conséquent, d'un décollage difficile, l'avion s'est avéré très instable en vol.

## Caractéristiques
- Équipage : 2
- Longueur : 4,7 m
- Envergure : 12,2 m
- Surface d'aile : 30 m2
- Masse à vide : 627 kg
- Masse au décollage : 880 kg
- Vitesse maximale : 165 km/h (près du sol)
- Charge alaire : 29,3 kg/m2